# Leipziger Ägyptologische Studien
Bei den Leipziger Ägyptologischen Studien (kurz LÄS bzw. LÄSt) handelte es sich um eine unregelmäßig erscheinende, wissenschaftliche Monographieserie zur Ägyptologie, also eine Reihe. Zwischen 1935 und 1939 erschienen elf Bände im Glückstadter Verlag Augustin. Herausgeber der Reihe war Walther Wolf, Lehrstuhlinhaber an der Universität Leipzig.

## Ausgaben
- Heft 1: Walther Wolf: Individuum und Gemeinschaft in der ägyptischen Kultur, 1935
- Heft 2: Joachim Spiegel: Die Idee vom Totengericht in der ägyptischen Religion, 1935
- Heft 3: Kurt Sethe: Das hieroglyphische Schriftsystem: Ein Vortrag, 1935
- Heft 4: Georg Steindorff, Walther Wolf: Die thebanische Gräberwelt, 1936
- Heft 5: Heinrich Schäfer: Das altägyptische Bildnis, 1936
- Heft 6: Herbert Daniel Schaedel: Die Listen des großen Papyrus Harris: Ihre wirtschaftliche und politische Ausbeutung, 1936
- Heft 7: Hermann Grapow: Sprachliche und schriftliche Formung ägyptischer Texte, 1936
- Heft 8: Walther Wolf: Wesen und Wert der Ägyptologie, 1937
- Heft 9: Joachim Spiegel: Die Erzaehlung vom Streite des Horus und Seth in Pap. Beatty I als Literaturwerk, 1937
- Heft 10: Alfred Hermann: Die ägyptische Königsnovelle, 1938
- Heft 11: Ragna Enking: Der Apis-Altar Johann Melchior Dinglinglers: Ein Beitrag zur Auseinandersetzung des Abendlandes mit dem alten Ägypten, 1939